# PMR446
 (février 2021).
PMR446 signifie Personal Mobile Radio 446, dans la bande des 446 MHz.
Il s'agit d'appareils mobiles de radiocommunication à courte distance par radiotéléphonie, appelés couramment talkies-walkies.
Utilisés par des professionnels, des particuliers pour les loisirs de plein air ou dans le cadre associatif (coordination…).
Pour des utilisations fixes ou mobiles motorisés (voitures, 4x4, routiers…) on lui préfère la CB (prononcé "Cibi") plus adaptés (puissance, antenne…).

## Description générale
- Désignation de PMR446 en Europe : radio mobile professionnelle simplifiée à usage libre dans la bande des 446 MHz
- Bande de fréquences : 446.000 à 446.200 (UHF)
- Usage libre en Union européenne (pas de licence à payer).
- Destiné au public et aux professionnels.
- La portée varie de quelques kilomètres en ville et en forêt, à plus de 15 km en conditions dégagées (plaines, crête à crête, mer)
- Bonne pénétration dans le béton armé.
- Alimentation autonome.
- Antenne non interchangeable (interdiction d'augmenter la puissance, notamment).
- Puissance UHF p.a.r: 500 mW (0,5 W rayonnés par l'antenne).
- Autonomie de quelques heures, variable selon l'accumulateur ou les piles.
- Prix : de 20 € la paire à plus de 300 € l'unité.
- Les modèles sont plus ou moins solides, voire aussi étanches[1].
- Uniquement destinés à une utilisation de mobile à mobile, excluant la mise en œuvre de toute infrastructure fixe (station relais etc.)
- Quels que soient la marque et le modèle, tous les postes sont interopérables entre eux[1]. Des réseaux communautaires peuvent ainsi se créer avec des matériels différents, comme pour la CB.
- Contrairement aux allégations de certaines brochures commerciales, il n'y a aucune possibilité de chiffrement des communications (chiffrement interdit).
- Marques usuelles : Midland, ICOM, Motorola, Wouxun, Baofeng, Retevis, Hytera[1]...

## Description technique

### PMR446 analogiques

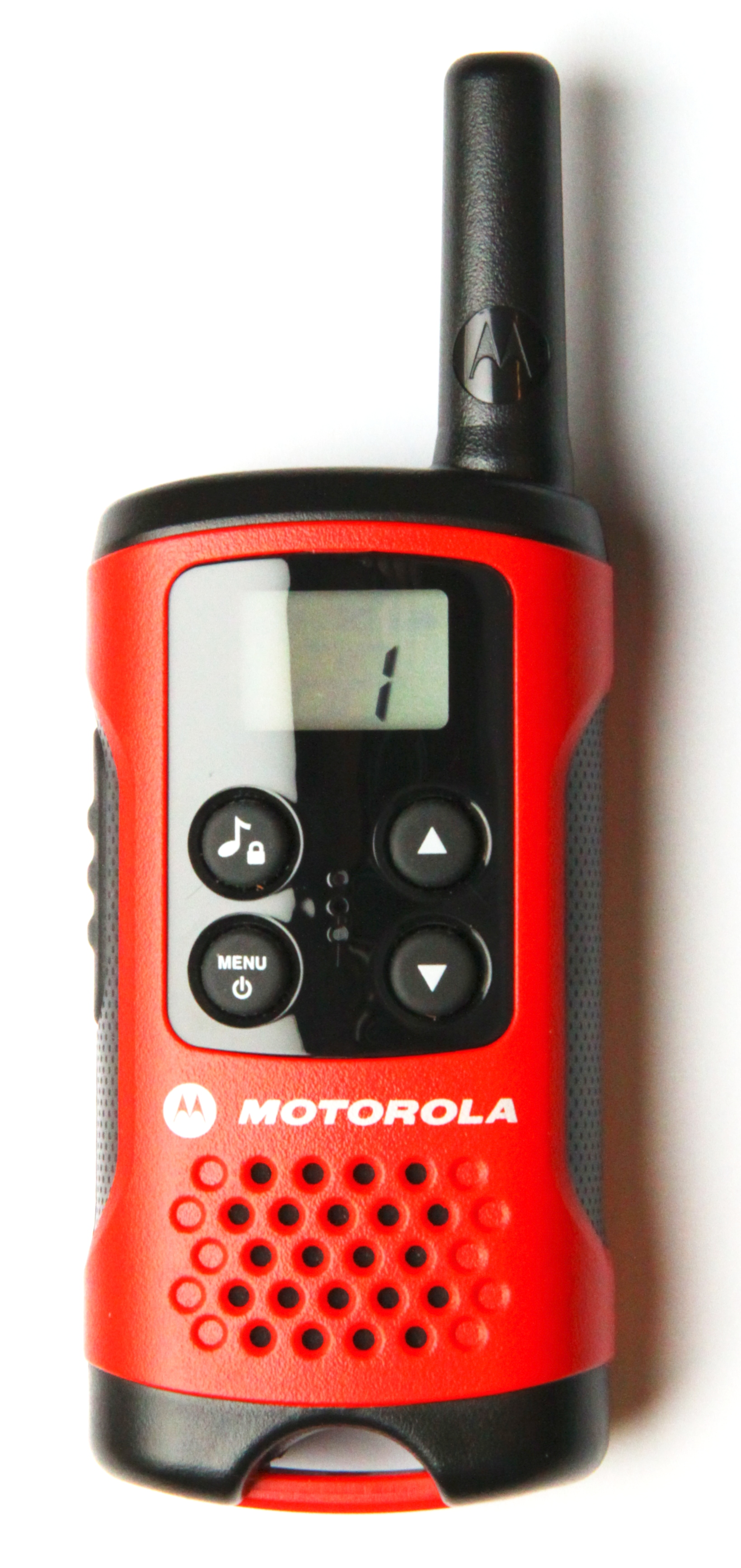
PMR446 FM (Motorola T40)

Description technique des PMR446 analogiques (Narrow FM)
- Pas d'incrémentation : 12,5 kHz (mais décalé d'un demi-pas soit par 6,25 kHz - dit offset en anglais).
- Modulation utilisée : Modulation de Fréquence Etroite - NFM (NarrowBand FM) pour les liaisons radiotéléphoniques.
- 16 canaux analogiques dédiés répartis de 446.000 à 446,200 MHz depuis juin 2018[2].
  - 8 canaux historiques (1 à 8) répartis de 446,000 à 446,100 MHz [3], présents sur la plupart des talkies-walkies actuellement vendus en France.
  - 8 canaux supplémentaires (9 à 16 depuis juin 2018[2]) répartis de 446,100 à 446,200 MHz..*
- Pour limiter la gêne venant des communications de tiers, il est souvent possible d'activer un système analogique (CTCSS = Continuous Tone Coded Squelch System) ou numérique (DCS = Digital Coded Squelch) mettant automatiquement l'appareil en sourdine lorsqu'aucune communication provenant d'un interlocuteur "ami" n'est établie.

### PMR446 numériques
Description technique des PMR446 numériques FDMA (dPMR) et TDMA (DMR)
- Modulation utilisée : modulation par déplacement de fréquence (MDF): plus connue sous le nom de Frequency Shift Keying (FSK) à quatre niveaux (4 –FSK).
- Codec utilisé : AMBE+2
- Plage de fréquence identique à l'analogique, répartis de 446.000 à 446,200 MHz depuis juin 2018[2], avant seule la partie de 446.100 à 446.200 était autorisée en numérique.
- Pas d'incrémentation : 6,25 kHz (décalé d'un demi-pas soit par 3,125 kHz) en FDMA ou 12,5 kHz (décalé d'un demi-pas soit par 6,25 kHz) en TDMA.

- 32 voies sur 32 canaux de 6,25 kHz en dPMR (FDMA).

- 16 voies sur 16 canaux de 12,5 kHz en DMR tier I SDC (Single Digital Carrier ⇒ faux TDMA, simplex seulement, sans gestion des TimeSlots).
- 32 voies sur 16 canaux de 12,5 kHz en DMR Tier I DCDM (Dual Capacity Direct Mode ⇒ vrai TDMA, simplex seulement, avec 2 TimeSlots de 30ms), appelé aussi "Direct TDMA".
  - on double le nombre de voies, 16 canaux x 2 Slots = 32 voies possibles.
  - C'est une fonctionnalité qui n'est pas obligatoire en DMR tiers I.
  - Modèle avec DCDM : Retevis RT40, Radioddity GD-73E, Hytera BD305LF.
- Un équivalent du CTCSS, le Color Code (de 0 à 15) permet d'isoler différents groupes d'utilisateurs.
- Sur une même voie (canal, timeslot et color code identique), possibilité d'entrer en liaisons radiotéléphoniques avec:
  - un correspondant unique (Radio ID) sans déranger l'ensemble des autres utilisateurs (Private Call).
  - un groupe défini (TG ou Talk Group), toujours sans déranger l'ensemble des autres groupes d'utilisateurs (Group Call). Il est aussi possible de s'abonner à plusieurs TG en réception et de répondre automatiquement sur le dernier reçu pendant un temps (hang Time) avant de revenir sur votre TG par défaut.
  - ou avec l'ensemble des utilisateurs présents sur la même voie (All Call).
- Messageries de type SMS entre PMR446 numériques.

#### PROPOSITION de Conventions d'usage en numérique
- Par "convention", le Color Code 1 est utilisé pour les échanges public de socialisation entre utilisateurs divers (Entraide, DX...); Les autres étant disponibles pour des entités définies (un groupe familial, associatif ou professionnel).
- Une convention issu des radio amateurs existe sur les TalkGroups : TG99=Simplex, TG9112=EmCOM Europe, TG937=Francophones, TG9=répéteur… mais vous pouvez utiliser le/les vôtre(s) pour vos groupes ou sous-groupes..
- Exemple d'utilisation, un comité des fêtes peut :
  - Choisir d'utiliser le canal 12 avec le color code 6 pour son organisation.
  - Affecter un ID par utilisateur.
  - Affecter le TG 1 aux encadrants, le TG 2 pour ceux responsables des animations, le TG 3 au staff technique...
    - Un membre aura donc sa radio programmée avec son ID pour être contacté directement et sera abonné en réception au TG correspondant a son équipe, il ne recevra donc pas par défaut les communications des autres équipes.
    - Il pourra néanmoins contacter ponctuellement une autre équipe en appelant le TG correspondant et recevoir une réponse en retour sur ce même TG pendant un temps définis (hang time).
    - Les encadrants pourront faire passer un message général avec un "All Call" sur tous les TG.

### Fréquences et canaux banalisés
| Canal | Fréquence     | Canalisation | Utilisation souhaitée |
| ----- | ------------- | ------------ | --- |
| 1     | 446,00625 MHz | 12,5 kHz     | FM => Route (1/9) FM => Chasseurs 1/2 (CTCSS de 71.9 Hz). Coordination chasseurs et chasseurs avec promeneurs |
| 2     | 446,01875 MHz | 12,5 kHz     | FM ⇒ Campeur, camping car ⇒ (2/8) |
| 3     | 446,03125 MHz | 12,5 kHz     | FM ⇒ Canal Preppers (prévoyant) Survivaliste avec CTCSS 210.7 Hz ⇒ 3/33 ou FM ⇒ Canal Preppers (prévoyant) Survivaliste avec CTCSS 74.4 Hz ⇒ 3/3 |
| 4     | 446,04375 MHz | 12,5 kHz     | FM ⇒ Intercom des pilotes de drones avec CTCSS 107.2 Hz ⇒ 4/14 FM ⇒ Canal entraide 4x4 avec CTCSS 77 Hz ⇒ 4/4 |
| 5     | 446,05625 MHz | 12,5 kHz     | FM ⇒ Scouts sans ctcss 5/5 (source : www.radioscoutisme.org) |
| 6     | 446,06875 MHz | 12,5 kHz     | FM ⇒ relais / répéteurs (expérimentations, tests, projets pilotes) => LES RELAIS SONT INTERDITS !!! |
| 7     | 446,08125 MHz | 12,5 kHz     | FM ⇒ Canal "RRM" (Radio Rando Montagne) avec CTCSS 85.4 Hz ⇒ 7/7 |
| 8     | 446,09375 MHz | 12,5 kHz     | FM ⇒ Canal d'appel 8/8 FM ⇒ Canal Détresse ⇒ 8/18 FM ⇒ Canal Montagne Italie (RETE RADIO MONTANA) avec CTCSS 114,8 Hz ⇒ 8/16 |
| 9     | 446,10625 MHz | 12,5 kHz     | PMR ⇒ canal Detresse et catastrophe sans CTCSS DMR ⇒ Canal d'appel ⇒ CC1 TG99, sur le TS1 pour le DCDM DMR ⇒ Détresse** ⇒ CC1 TG9112*, sur le TS1 pour le DCDM *Et, si pas de réponse pour une urgence (MayDay) ⇒ "All Call" *EmCOM sur un autre canal avec même TG |
| 10    | 446,11875 MHz | 12,5 kHz     | |
| 11    | 446,13125 MHz | 12,5 kHz     | |
| 12    | 446,14375 MHz | 12,5 kHz     | FM ⇒ GéoCaching (chasse au trésor) |
| 13    | 446,15625 MHz | 12,5 kHz     | |
| 14    | 446,16875 MHz | 12,5 kHz     | |
| 15    | 446,18125 MHz | 12,5 kHz     | |
| 16    | 446,19375 MHz | 12,5 kHz     | |

Ce tableau est une indication optionnelle. Il n'est en rien une convention car rien d'officiel n'existe. C'est juste une proposition. Les fréquences des PMR446 sont inaliénables et ne sont donc pas réservées à un usage unique. Tant que la puissance rayonnée apparente reste inférieure ou égale à 500 milliwatts, que les appareils sont mobiles et non en poste fixe, tout à chacun y trouve une solution de communication.
| Canal | Fréquence      | Canalisation | Utilisation conventionnelle |
| ----- | -------------- | ------------ | --- |
| 1     | 446,003125 MHz | 6,25 kHz     | |
| 2     | 446,009375 MHz | 6,25 kHz     | |
| 3     | 446,015625 MHz | 6,25 kHz     | |
| 4     | 446,021875 MHz | 6,25 kHz     | |
| 5     | 446,028125 MHz | 6,25 kHz     | |
| 6     | 446,034375 MHz | 6,25 kHz     | |
| 7     | 446,040625 MHz | 6,25 kHz     | |
| 8     | 446,046875 MHz | 6,25 kHz     | |
| 9     | 446,053125 MHz | 6,25 kHz     | |
| 10    | 446,059375 MHz | 6,25 kHz     | |
| 11    | 446,065625 MHz | 6,25 kHz     | |
| 12    | 446,071875 MHz | 6,25 kHz     | |
| 13    | 446,078125 MHz | 6,25 kHz     | |
| 14    | 446,084375 MHz | 6,25 kHz     | |
| 15    | 446,090625 MHz | 6,25 kHz     | |
| 16    | 446,096875 MHz | 6,25 kHz     | |
| 17    | 446,103125 MHz | 6,25 kHz     | |
| 18    | 446,109375 MHz | 6,25 kHz     | |

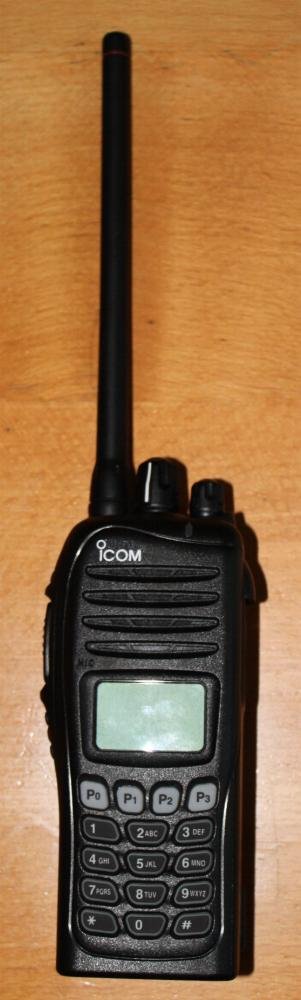
Talkie-walkie PMR 446 MHz numérique et analogique IC-F4162dt

| 19    | 446,115625 MHz | 6,25 kHz     | Canal d'appel ⇒ CC1 TG99 Canal Urgence Entraide (EmCom) ⇒ CC1 TG9112 *Et, si pas de réponse pour une urgence (MayDay) ⇒ "All Call" |
| 20    | 446,121875 MHz | 6,25 kHz     | |
| 21    | 446,128125 MHz | 6,25 kHz     | |
| 22    | 446,134375 MHz | 6,25 kHz     | |
| 23    | 446,140625 MHz | 6,25 kHz     | |
| 24    | 446,146875 MHz | 6,25 kHz     | |
| 25    | 446,153125 MHz | 6,25 kHz     | |
| 26    | 446,159375 MHz | 6,25 kHz     | |
| 27    | 446,165625 MHz | 6,25 kHz     | |
| 28    | 446,171875 MHz | 6,25 kHz     | |
| 29    | 446,178125 MHz | 6,25 kHz     | |
| 30    | 446,184375 MHz | 6,25 kHz     | |
| 31    | 446,190625 MHz | 6,25 kHz     | |
| 32    | 446,196875 MHz | 6,25 kHz     | |

## La propagation

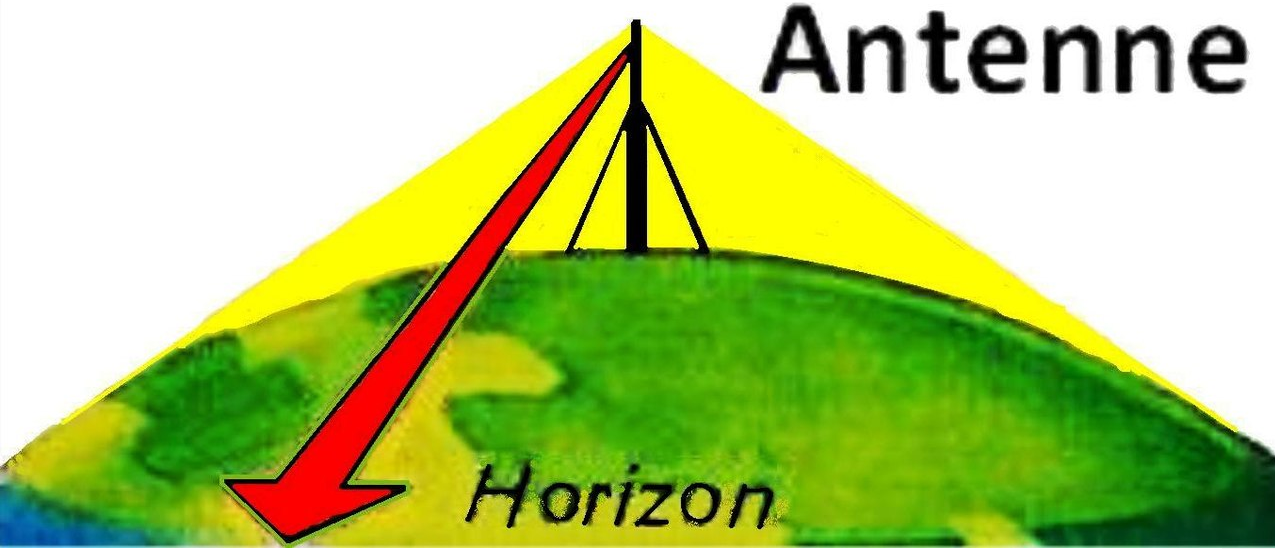
Propagation locale sur la bande UHF

La propagation radioélectrique en ultra haute fréquence :
- La propagation en UHF est comparable à celle d’un rayon lumineux.
- Les obstacles sur le sol prennent une grande importance.
- En absence d'obstacles, la portée radio est fonction de la courbure de la Terre.
- La puissance émise, la sensibilité du récepteur, ainsi que la qualité de l'antenne sont déterminants pour la portée
- Les possibilités de liaison entre deux talkies-walkies PMR446 peuvent aller jusqu'à plus de 3 km en mer ; en présence d'obstacles la portée est réduite de quelques kilomètres à quelques centaines de mètres , par exemple dans les zones urbaines. En forêts, comptez quelques centaines de mètres seulement car celles-ci absorbent rapidement les fréquences UHF.
 À vue d'un sommet à un autre, une liaison radiotéléphonique entre deux talkies-walkies PMR446 dépasse largement les 10 km (même plus de 100 km avec des appareils de qualité dotés de récepteurs sensibles). La puissance de 0,5 W n'est donc pas forcément pénalisante pour la longue distance. Le DXing (trafic à longue distance) est donc possible avec des PMR446[6].

## Réglementation française
En France, l'usage du PMR446 est réglementé par quatre décisions de l'Arcep : les no 01-1147 et no 01-1148 en date du 7 décembre 2001, et les no 2010-0925 et no 2010-0926 en date du 2 septembre 2010. La décision no 01-1147 est publiée au JORF sous la référence NOR ARTL0100762S, la no 01-1148 sous la référence NOR ECOI0220003A, la no 2010-0925 sous la référence NOR ARTL1031455S et la no 2010-0926 sous la référence NOR ARTL1031477S. 
Ces décisions de l'ARCEP s'appuient sur les textes européens de la CEPT ERC/DEC/(98)25 pour les PMR446 analogiques et ECC/DEC/(05)12 pour les PMR446 numériques.

## RPS 446 (ancienne norme)
Des équipements de radiocommunications professionnelles simplifiées ont fonctionné sur les fréquences assignées : 446,950 MHz, 446,975 0 MHz et 446,987 5 MHz avec une puissance UHF p.a.r.: 500 mW. Depuis ces équipements RPS446 toujours en fonctionnement ne sont plus utilisables sur ces 3 canaux depuis le 1er janvier 2007.